# TZ Arietis
TZ Arietis (auch Gliese 83.1, resp. GJ 9066) ist ein relativ naher Roter Zwerg im Sternbild Widder. Er befindet sich in einer Entfernung von 14,6 Lichtjahren und wird von einem Exoplaneten umkreist, der im Jahr 2020 entdeckt wurde.

## Stern
Der Stern TZ Arietis mit Spektralklasse M4.5 V ist mit etwa 15 % der Sonnenmasse deutlich kleiner als die Sonne. Sein Radius beträgt etwa 16 % des Sonnenradius. Die Leuchtkraft beträgt lediglich etwa 2,5 ‰ im Vergleich zur Sonne. Der Stern ist veränderlich und zeigt als UV-Ceti-Stern heftige Ausbrüche. Er ist zudem möglicherweise auch ein BY-Draconis-Stern.

## Planet
Der Planet TZ Arietis c (auch GJ 9066 c) wurde im Jahre 2020 entdeckt. Er hat sowohl im NASA Exoplanet Archive als auch in der Extrasolar Planets Encyclopaedia die Bezeichnung c, da er zusammen mit einem weiteren Planeten b veröffentlicht wurde, der jedoch mittlerweile als widerlegt gilt. TZ Arietis c umkreist seinen Zentralstern in einem nur leicht geringeren Abstand als die Erde mit 0,88 AE. Wegen der deutlich geringeren Masse des Zentralsterns braucht er aber mit 771 Tagen etwas mehr als doppelt so lange wie die Erde, um den Zentralstern zu umrunden. Die Masse liegt wohl bei etwa 70 Erdmassen, weniger als die Masse von Saturn, aber etwa 3- bis 4-mal die Masse von Neptun.
| Planet (Reihenfolge vom Stern aus) | Entdeckt | Umlaufzeit (Tage) | Große Halbachse der Bahn (AE) | Mindestmasse (Erdmassen) |
| ---------------------------------- | -------- | ----------------- | ----------------------------- | ------------------------ |
| c                                  | 2020     | 771,36 +1,34−1,23 | 0,88 ± 0,02                   | 67 ± 6                   |